# ديفيد أكسلرود
ديفيد أكسلرود (بالإنجليزية: David Axelrod) (و. 1955 – م) هو صحفي، وسياسي، وكاتب من الولايات المتحدة الأمريكية ولد في مدينة نيويورك.
وهو عضو في الحزب الديمقراطي الأمريكي .

## التعليم
تعلم في جامعة شيكاغو.

## روابط خارجية
- ديفيد أكسلرود على موقع مونزينجر (الألمانية)
- ديفيد أكسلرود على موقع إن إن دي بي (الإنجليزية)